# Cuacos de Yuste (kommun i Spanien)
Cuacos de Yuste är en kommun i Spanien.   Den ligger i provinsen Provincia de Cáceres och regionen Extremadura, i den centrala delen av landet, 170 km väster om huvudstaden Madrid. Antalet invånare är 894. Arean är 53 kvadratkilometer. Cuacos de Yuste gränsar till Aldeanueva de la Vera.
Terrängen i Cuacos de Yuste är kuperad åt nordost, men åt sydväst är den platt.